# Срібний Бір (станція)
Срібний Бір (рос. Серебряный Бор) — вузлова залізнична станція Малого кільця Московської залізниці у Москві. Входить до складу Московсько-Курського центру організації роботи залізничних станцій ДЦС-1 Московської дирекції управління рухом. За основним застосуванням є проміжною, за обсягом роботи віднесена до 4-го класу. Раніше була дільничною станцією. Розташована на межі районів Сокіл та Щукино, між вулицею Панфілова та Великим Волоколамським проїздом. Над північною горловиною станції пролягає Волоколамське шосе, над південною — вулиця Народного Ополчення.

## Інфраструктура
Від північної горловини станції відгалужується електрифікована сполучна гілка на станцію Підмосковна Ризького напрямку Московської залізниці вздовж вулиці Костянтина Царьова (початкова позначення — гілка  № 28), до середини XX століття існувала друга гілка (гілка  № 29) на Ризький напрямок, до платформи Покровсько-Стрешнєво). Від південної горловини відгалужується під'їзна колія до Курчатовського інституту і до промзони біля нього, що пролягає вздовж  вулиці Берзарина.

## Історія
Станція відкрита 19 липня 1908 року, від якої одночасно урочисто відкрито рух поїздів на Московській малій кільцевій залізниці. Назва станції не пов'язана з лісопарком Срібний Бір, а походить від навколишнього лісового масиву.